# Шаман
Шаманът е религиозен специалист в някои традиционни култури. Вярва се, че той има способността да вижда и преминава в отвъдното, заради което е смятан за посредник между световете, водач на душите към отвъдното. Той е народен лечител и магьосник, жрец, мистик, мъдрец, поет, предполагаем пазител на древни, природни методи за придобиване и поддържане на добро здраве и благоденствие както за самия него, така и за членовете на общността, към която принадлежи. Контактува с духове-помощници (описвани най-често като фантастични животни), без да е „обладан“ от тях. Смята се за избраник, причастен към сферата на свещеното, недостъпна за останалите.
Смята се, че шаманите се отличават от останалите членове на общността си по интензивността на религиозните си преживявания. Шаман обикновено се става по наследство или по призвание. Указанията за нечия годност за влизане в такава роля са екстатични (сънища, трансове, др.) и традиционни (митология, родословие, таен език и др.). Средствата, чрез които шаманите изпадат в състояния на транс, са халюциногенни растения, ударни инструменти, напеви, танци, талисмани, амулети и други.
Най-подробно са изучени шаманите в Сибир и сред ескимосите, от името на тюрко-тунгуски е въведено и името на феномена. Моделът на шаманизма е изследван задълбочено и сред американските индианци. Такъв тип религиозно поведение е идентифициран и в древните култури. На Балканите, например, чрез шамански тип религиозност са интерпретирани мистериалните култове и орфизмът. Като шаман е разглеждан и митологичният герой Орфей.

## В България
В българската традиционна култура шамански техники за изпадане в транс и общуване с отвъдни светове и персонажи използват т. нар. „деца-змейчета“, наричани още „витяци“ или „юнаци“. За предопределени змейчета се смятат преносени деца, родени с белези под мишниците (интерпретирани като крила) по време на „мръсните дни“ (между Игнажден и Коледа). Вярва се, че те са деца на змейове. За да бъдат запазени техните способности да гонят опасните митични същества (като хали и лами), се вярва, че веднага след раждането им девет стари жени трябва да изпредат нишка, да изтъкат платно и да ушият ризка за новороденото, при това за една нощ, голи, и качени на покрива на къщата, в която се е родило детето. „Змееборците“ изпадат в безсъзнание и транс на специално за тях място извън селото, и разказват, че в това време се борят с лами и хали, които искат да напакостят на селото.